# Viscount Galway

Wappen der Viscounts Galway (seit 1769)

Viscount Galway (auch Gallway) ist ein erblicher britischer Adelstitel, der insgesamt viermal verliehen wurde, davon einmal 1628 in der Peerage of England und dreimal, 1687, 1692 und 1727, in der Peerage of Ireland. Der Titel ist nach der irischen Stadt Galway benannt.

## Verleihungen, nachgeordnete und weitere Titel
In erster Verleihung wurde der Titel am 23. August 1628 in der Peerage of England für Richard Burke, 4. Earl of Clanricarde geschaffen, zusammen mit den ihm gleichzeitig verliehenen, ebenfalls zur Peerage of England gehörenden Titeln Earl of St. Albans und Baron of Imanney. Er hatte bereits 1601 von seinem Vater die zur Peerage of Ireland gehörenden Titel 4. Earl of Clanricarde und 4. Baron of Dunkellin geerbt und hatte am 3. April 1624 in der Peerage of England die Titel Viscount Tunbridge und Baron Somerhill verliehen bekommen. Sein Sohn, der 5. Earl of Clanricarde, wurde am 21. Februar 1646 in der Peerage of Ireland zudem zum Marquess of Clanricarde erhoben. Alle genannten Titel erloschen schließlich bei dessen Tod 1657.
In zweiter Verleihung wurde der Titel am 2. Juni 1687 in der Peerage of Ireland für Ulick Bourke neu geschaffen, zusammen mit dem nachgeordneten Titel Baron Tyaquin. Beide Titel erloschen bei seinem Tod im Jahr 1691.
In dritter Verleihung wurde der Titel am 25. November 1692 in der Peerage of Ireland dem französischen Diplomaten und Militär Henri de Massue, Marquis de Ruvigny verliehen, zusammen mit dem nachgeordneten Titel Baron Portarlington. Am 12. Mai 1697 wurde er auch zum Earl of Galway erhoben. Alle drei Titel erloschen bei seinem Tod im Jahr 1720.
In vierter Verleihung wurde der Titel am 17. Juli 1727 in der Peerage of Ireland für den Unterhausabgeordneten John Monckton geschaffen. Der Titel wurde zusammen mit dem nachgeordneten Titel Baron Killard, of Killard of the County of Clare verliehen. Sein Sohn, der 2. Viscount, ergänzte 1769 als Erbe seiner Tante Lady Frances Arundell seinen Nachnamen zu Monckton-Arundell. Seinem Ur-Ur-Urenkel, dem 7. Viscount, wurde am 4. Juli 1887 in der Peerage of the United Kingdom der Titel Baron Monckton, of Serlby in the County of Nottingham, verliehen, womit ein erblicher Sitz im britischen House of Lords verbunden war. Als dessen Enkel, der 9. Viscount 1971 starb, erlosch die Baronie Monckton, während sein Onkel dritten Grades als 10. Viscount die übrigen Titel erbte. Ihn beerbte 1977 sein Bruder als 11. Viscount und nach ihm 1980 sein Onkel zweiten Grades als 12. Viscount. Heutiger Titelinhaber ist seit 2017 dessen Sohn als 13. Viscount.

## Liste der Viscounts Galway

### Viscounts Galway, erste Verleihung (1628)
- Richard Burke, 4. Earl of Clanricarde, 1. Earl of St. Albans, 1. Viscount Galway (um 1572–1635)
- Ulick Burke, 1. Marquess of Clanricarde, 2. Viscount Galway (1604–1657)

### Viscount Galway, zweite Verleihung (1687)
- Ulick Bourke, 1. Viscount Galway (1670–1691)

### Viscount Galway, dritte Verleihung (1692)
- Henri de Massue, Marquis de Ruvigny, 1. Earl of Galway, 1. Viscount Galway (1648–1720)

### Viscounts Galway, vierte Verleihung (1727)
- John Monckton, 1. Viscount Galway (1695–1751)
- William Monckton-Arundell, 2. Viscount Galway († 1772)
- Henry Monckton-Arundell, 3. Viscount Galway (1749–1774)
- Robert Monckton-Arundell, 4. Viscount Galway (1752–1810)
- William Monckton-Arundell, 5. Viscount Galway (1782–1834)
- George Monckton-Arundell, 6. Viscount Galway (1805–1876)
- George Monckton-Arundell, 7. Viscount Galway (1844–1931)
- George Monckton-Arundell, 8. Viscount Galway (1882–1943)
- Simon Monckton-Arundell, 9. Viscount Galway (1929–1971)
- William Monckton-Arundell, 10. Viscount Galway (1894–1977)
- Edmund Monckton-Arundell, 11. Viscount Galway (1900–1980)
- George Monckton-Arundell, 12. Viscount Galway (1922–2017)
- Philip Monckton-Arundell, 13. Viscount Galway (* 1952)

Voraussichtlicher Titelerbe (Heir Presumptive) ist dessen entfernter Verwandter Alan Stobart Monckton (* 1934).